# Banhatti (Rural), Jamkhandi
Banhatti (Rural) là một làng thuộc tehsil Jamkhandi, huyện Bagalkot, bang Karnataka, Ấn Độ.